# تورستن ويتك
تورستن ويتك (بالألمانية: Thorsten Wittek)‏ هو لاعب كرة قدم ألماني في مركز الوسط، ولد في 31 ديسمبر 1976 في برلين في ألمانيا. لعب مع باير 04 ليفركوزن.

## وصلات خارجية
- تورستن ويتك على موقع قاعدة بيانات كرة القدم.إي يو (الإنجليزية)
- تورستن ويتك على موقع بيانات كرة القدم. دي إي (الألمانية)
- تورستن ويتك على موقع عالم كرة القدم.نت (الإنجليزية)